# Língua yukpa
Yukpa (Yuco, Yucpa, Yuko, Yupa) é uma língua Caribe falada por cerca de 3 mil pessoas em Zulia no noroeste Venezuela e ao longo da fronteira com a Colômbia entre os rios Palmar e Tucuco e por cerca de outras 3 mil pessoas na Colômbia.

## Outros denominações
É chamada também de Carib Motilón, Macoíta, Motilón Norte, Yuco, Yucpa, Yuko, Yukpa-Japería ou Yupa.

## Dialetos
Río Casacará (Iroka) e Río Maracas são os principais dialetos e são suficientemente diferentes para serem considerados línguas separadas. Há também o dialeto o Padilla–La Laguna. Os dialetos venezuelanos, Yrapa e Río Negro, são falados pelas pessoas próximas do Río Maracas do que do Río Casacará.
A semelhança com a língua Japrería, outra língua Yupka, é pequena. Yukpa é usado como segunda língua pelo povo da Japréria.

## Situação atual
Na Colômbia, o Yukpa é ensinado nas escolas primárias e usado na literatura. Nas áreas onde se fala Yukpa, ele é falado o tempo todo; em outros lugares, só é falado quando não há estranhos por perto.
Na Venezuela, o Yukpa é oficialmente reconhecido como uma língua indígena, e a maioria dos adultos da sua área fala apenas Yukpa. Os Yukpa mais jovens também falam espanhol, e o Yukpa é usado como segunda língua pelo povo da Japréria.

## Escrita
Desde a década de 1960, várias maneiras foram desenvolvidas para escrever Yukpa com o alfabeto latino. Os dialetos do norte foram escritos primeiro, depois as ortografias foram desenvolvidas para outros dialetos. 
O alfabeto latino usado pelo Yukpa não apresenta as letras B, D, F, G, J, L, Q, V, X, Z. Usa as formas Ch, Kw, Rh, Sh ; Ĉh, Kw, Ʉ